# Liste der Biografien/Hul
Liste der Biografien |
Portal Biografien |
Personensuche
# |
A |
B |
C |
D |
E |
F |
G |
H |
I |
J |
K |
L |
M |
N |
O |
P |
Q |
R |
S |
T |
U |
V |
W |
X |
Y |
Z |
?
 
Ha |
Hd |
He |
Hi |
Hj |
Hk |
Hl |
Hm |
Hn |
Ho |
Hr |
Hs |
Ht |
Hu |
Hv |
Hw |
Hy
 
Hua |
Hub |
Huc |
Hud |
Hue |
Huf |
Hug |
Huh |
Hui |
Huj |
Huk |
Hul |
Hum |
Hun |
Huo |
Hup |
Huq |
Hur |
Hus |
Hut |
Huu |
Huv |
Huw |
Hux |
Huy |
Huz
Die Liste der Biografien führt alle Personen auf, die in der deutschsprachigen Wikipedia einen Artikel haben. Dieses ist eine Teilliste mit 343 Einträgen von Personen, deren Namen mit den Buchstaben „Hul“ beginnt.

## Hul
- Hul, Kimhuy (* 2000), kambodschanischer Fußballtorwart

### Hula
- Hula, Anton (1896–1946), österreichischer Landschafts-, Genre-, Stillleben- und Porträtmaler
- Hula, Eduard (1862–1902), österreichischer klassischer Archäologe
- Hula, Erich (1900–1987), US-amerikanischer Politikwissenschaftler österreichischer Herkunft
- Hula, Saskia (* 1966), österreichische Kinderbuchautorin
- Hula, Stefan (1947–2025), polnischer Nordischer Kombinierer
- Hula, Stefan (* 1986), polnischer Skispringer
- Hůla, Václav (1925–1983), tschechoslowakischer Minister
- Hulak, Aleh (* 1967), belarussischer Jurist und Menschenrechtler
- Hulak, Krunoslav (1951–2015), jugoslawischer bzw. kroatischer Schachspieler
- Hulak, Mykola (1821–1899), ukrainischer Wissenschaftler, Jurist, Journalist, Übersetzer und Politiker
- Hulak-Artemowskyj, Petro (1790–1865), ukrainischer Schriftsteller und Übersetzer
- Hulak-Artemowskyj, Semen (1813–1873), ukrainischer Opernsänger (Bariton) und Komponist, Schauspieler und Dramatiker
- Hulan, Luděk (1929–1979), tschechoslowakischer Jazzmusiker (Kontrabassist, Komponist) und Fernsehjournalist
- Hulanicka, Barbara (1924–2012), polnische Innenarchitektin, Textilkünstlerin und Museumsleiterin
- Hulanicki, Andrzej (1933–2008), polnischer Mathematiker
- Hulanicki, Barbara (* 1936), englische Modedesignerin

### Hulb
- Hulbækmo, Hans (* 1989), norwegischer Jazzmusiker (Schlagzeug, Vibraphon, Komposition)
- Hulbe, Georg (1851–1917), deutscher Buchbinder und Leder-Kunsthandwerker
- Hulbert, George Murray (1881–1950), US-amerikanischer Jurist und Politiker
- Hulbert, Jack (1892–1978), britischer Schauspieler, Komiker, Drehbuchautor, Sänger, Filmregisseur, Choreograf und Fernsehproduzent
- Hulbert, John W. (1770–1831), US-amerikanischer Politiker
- Hulbert, Richard C., Jr. (* 1955), US-amerikanischer Wirbeltierpaläontologe
- Hulbert, Ted, US-amerikanischer Biathlet
- Hülbig, Friedrich Stephan (1866–1934), Mitglied des Provinziallandtages der Provinz Hessen-Nassau
- Hulburd, Calvin T. (1809–1897), US-amerikanischer Jurist und Politiker
- Hulburd, Merritt (1903–1939), US-amerikanischer Journalist und Filmproduzent
- Hulburd, Roger W. (1856–1944), US-amerikanischer Jurist und Politiker
- Hulburt, Edward Olson (1890–1982), US-amerikanischer Geophysiker

### Hulc
- Hulce, Tom (* 1953), US-amerikanischer Schauspieler, Theater- und FilmproduzentTom Hulce (* 1953)

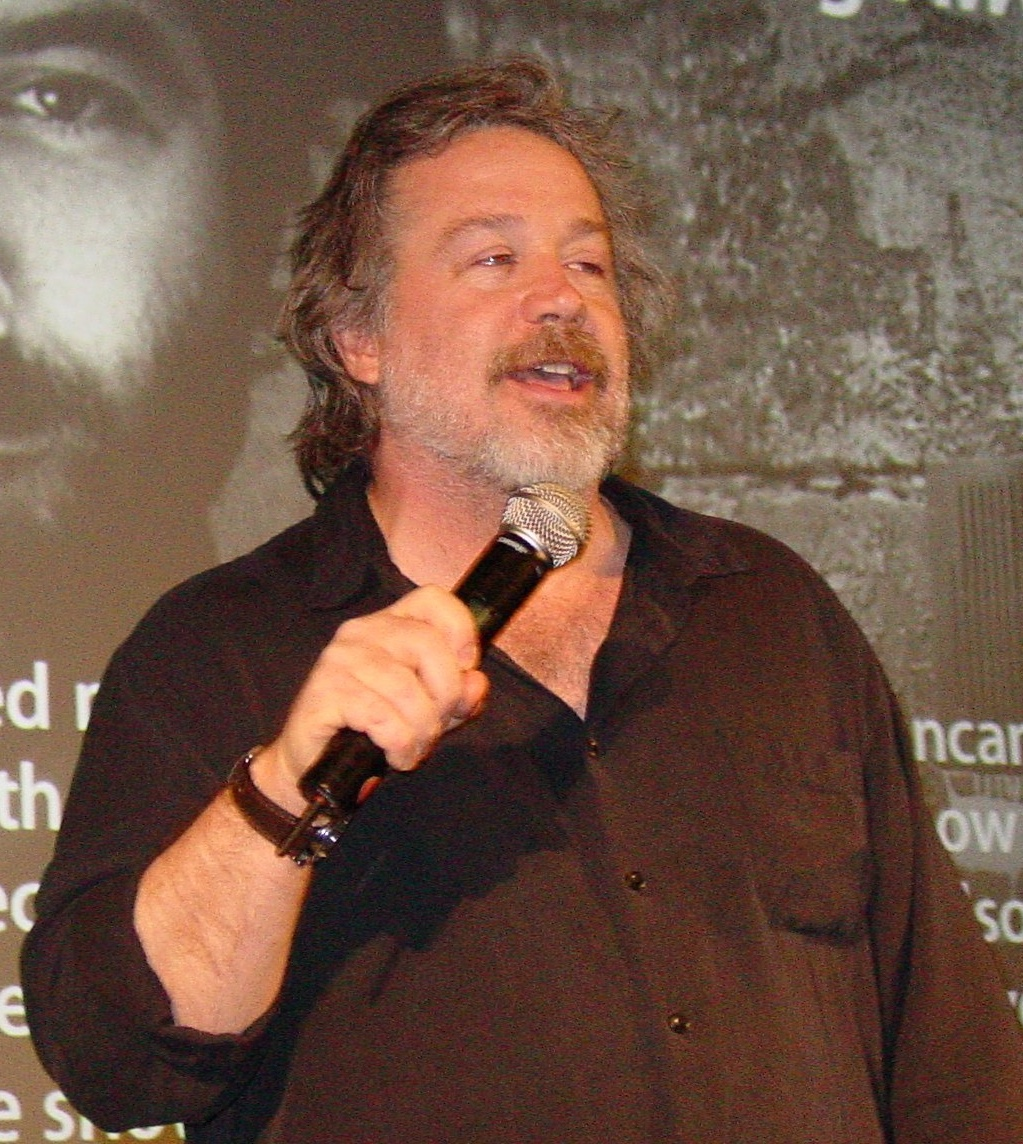
Tom Hulce (* 1953)

### Huld
- Huld, Palle (1912–2010), dänischer Abenteurer, Schriftsteller und Schauspieler
- Huld-Zetsche, Ingeborg (1934–2013), deutsche Provinzialrömische Archäologin
- Hulda (1881–1946), isländische Schriftstellerin
- Huldai, Ron (* 1944), israelischer Politiker
- Huldar Breiðfjörð (* 1972), isländischer Schriftsteller, Journalist und Drehbuchautor
- Hülden, Oliver, deutscher Klassischer Archäologe
- Hulden, Philipp (* 1646), deutscher Arzt, Senator und Physikus der Stadt Neumark in Schlesien, Mitglied der Gelehrtenakademie Leopoldina
- Hülder, Jochen (1957–2015), deutscher Musikmanager und -unternehmer
- Huldschiner, Richard (1872–1931), deutsch-österreichischer Arzt und Schriftsteller
- Huldschinsky, Kurt (1883–1940), deutscher Arzt, Entdecker einer Behandlungsmöglichkeit von Rachitis
- Huldschinsky, Oscar (1846–1931), deutscher Unternehmer, Kunstsammler und Mäzen
- Huldschinsky, Paul (1889–1947), deutscher Innenarchitekt und Bühnenbildner

### Hule
- Hule, Petra (* 1999), australische Tennisspielerin
- Hülegü († 1265), mongolischer Fürst und Feldherr, Enkel des Dschingis KhanHülegü († 1265)

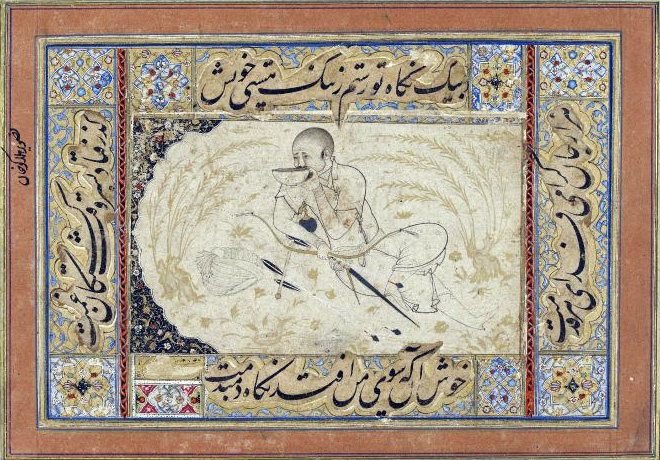
Hülegü († 1265)

- Hulek, Klaus (* 1952), deutscher Mathematiker
- Hulet, Daniel (1945–2011), belgischer Comiczeichner
- Hulet, Randall G. (* 1956), US-amerikanischer Physiker
- Hulett, Otto (1898–1983), US-amerikanischer Filmschauspieler und Bühnenschauspieler
- Hulette, Gladys (1896–1991), US-amerikanische Schauspielerin der Stummfilmära
- Hulewicz, Jerzy (1886–1941), polnischer Schriftsteller, Kunsttheoretiker, Maler und Grafiker
- Hulewicz, Witold (1895–1941), polnischer Schriftsteller
- Hulewytschiwna, Halschka († 1642), adlige Philanthropin, Gründerin des Kiewer Bruderschaftsklosters und der Kiewer Bruderschaftsschule (Ursprung der Nationalen Universität Kiew-Mohyla-Akademie)

### Hulf
- Hulfeld, Stefan (* 1967), Schweizer Theaterwissenschaftler
- Hulford, Frederick (1883–1976), britischer Leichtathlet

### Hulg
- Hulgaard, Morten (* 1998), dänischer Radrennfahrer
- Hülgert, Alfred (1908–1953), österreichischer Opernsänger, Bühnen- und Filmschauspieler
- Hülgerth, Ludwig (1875–1939), österreichischer Militär und PolitikerLudwig Hülgerth (1875–1939)

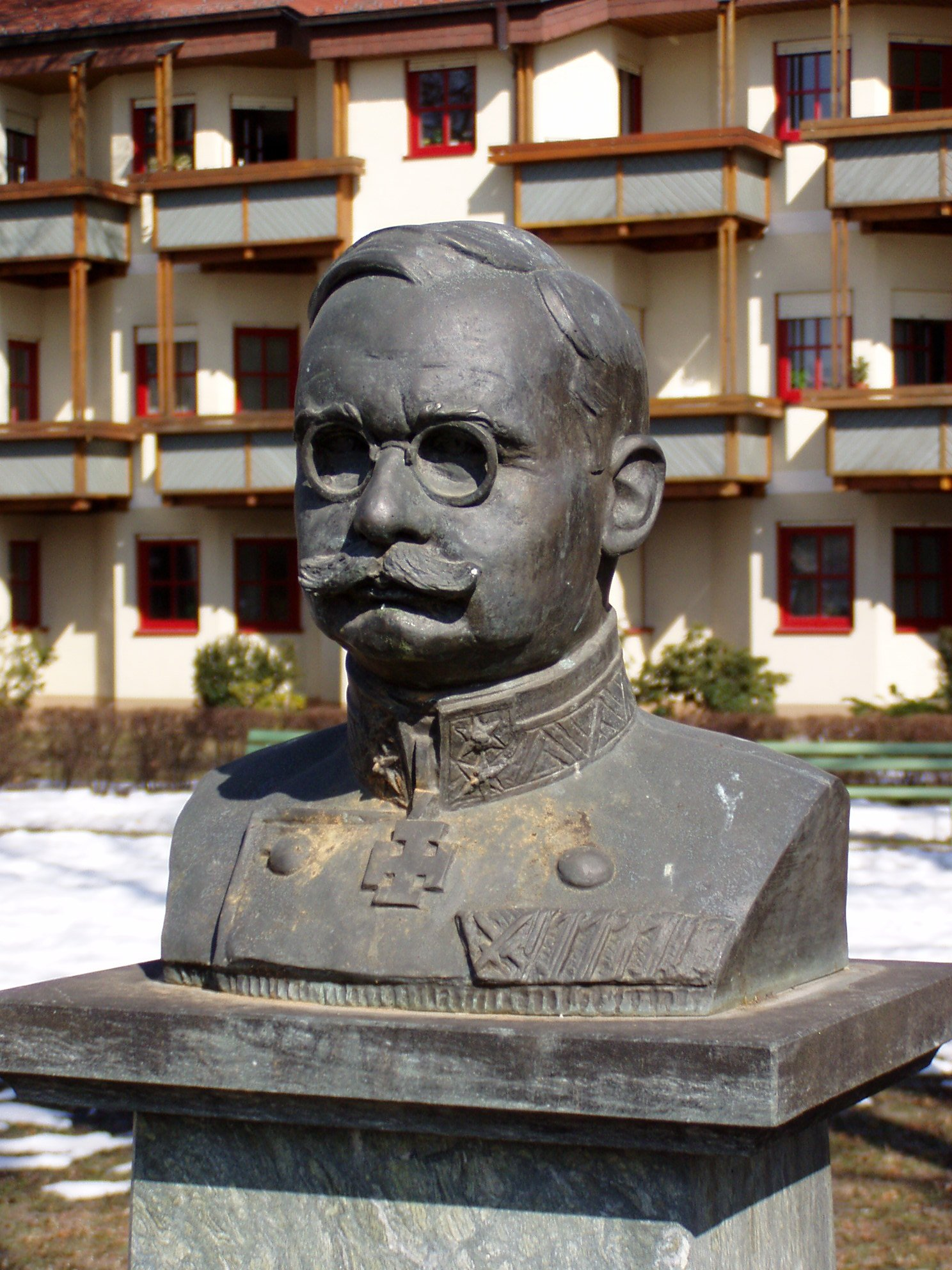
Ludwig Hülgerth (1875–1939)

### Huli
- Hulick, Douglas (* 1965), amerikanischer Autor von Fantasyromanen
- Hulick, George W. (1833–1907), US-amerikanischer Politiker
- Hulík, Štěpán (* 1984), tschechischer Drehbuchautor und Filmhistoriker
- Hulin, Bernard (1926–1981), französischer Jazzmusiker
- Huling, Daniel (* 1983), US-amerikanischer Hindernisläufer
- Huling, James Hall (1844–1918), US-amerikanischer Politiker
- Hulings, Willis James (1850–1924), US-amerikanischer Politiker
- Hulio, Shalev, israelischer Unternehmer
- Hulisz, Zuzanna (* 1999), polnische Leichtathletin

### Hulj
- Huljaj, Uladsimir (* 1975), belarussischer römisch-katholischer Geistlicher, Bischof von Hrodna
- Huljić, Tonči (* 1961), kroatischer Musiker, Songwriter und Musikproduzent

### Hulk
- Hulk (* 1986), brasilianischer Fußballspieler
- Hülk, Sebastian (* 1975), deutscher Schauspieler
- Hülk-Althoff, Walburga (* 1953), deutsche Romanistin
- Hůlka, Josef Antonín (1851–1920), Bischof von Budweis
- Hulka-Laskowski, Paweł (1881–1946), polnischer Schriftsteller
- Hulke, John Whitaker (1830–1895), britischer Chirurg, Geologe und Fossiliensammler
- Hülkenberg, Nico (* 1987), deutscher AutomobilrennfahrerNico Hülkenberg (* 1987)

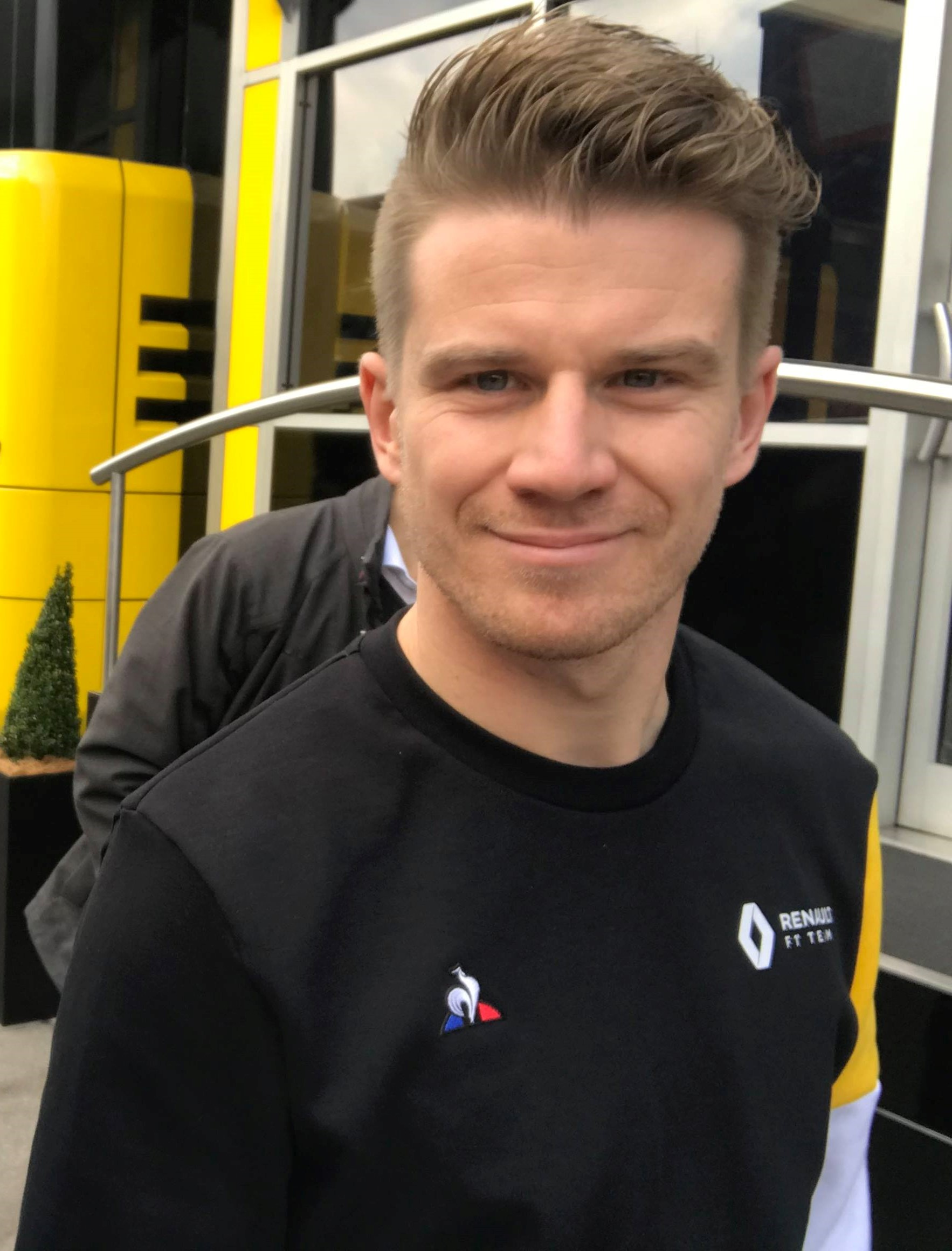
Nico Hülkenberg (* 1987)

- Hulkko, Ida (* 1998), finnische Schwimmerin
- Hulkkonen, Jori (* 1973), finnischer DJ und Musikproduzent
- Hulkoff, Pär (* 1980), schwedischer Musiker, Komponist und Sänger

### Hull
- Hull, Alan (1945–1995), britischer Singer-Songwriter
- Hull, Albert W. (1880–1966), US-amerikanischer Physiker
- Hull, Arthur Francis Basset (1862–1945), australischer Amateur-Naturforscher, Staatsbeamter und Philatelist
- Hull, Bobby (1939–2023), kanadischer Eishockeyspieler und -trainer
- Hull, Brett (* 1964), kanadisch-US-amerikanischer Eishockeyspieler und -funktionär
- Hull, Chandler (* 1994), US-amerikanischer Autorennfahrer
- Hull, Christopher, britischer Physiker
- Hull, Chuck (* 1939), US-amerikanischer Unternehmer und Erfinder
- Hull, Clark L. (1884–1952), US-amerikanischer Psychologe
- Hull, Cordell (1871–1955), Außenminister der USA und NobelpreisträgerCordell Hull (1871–1955)

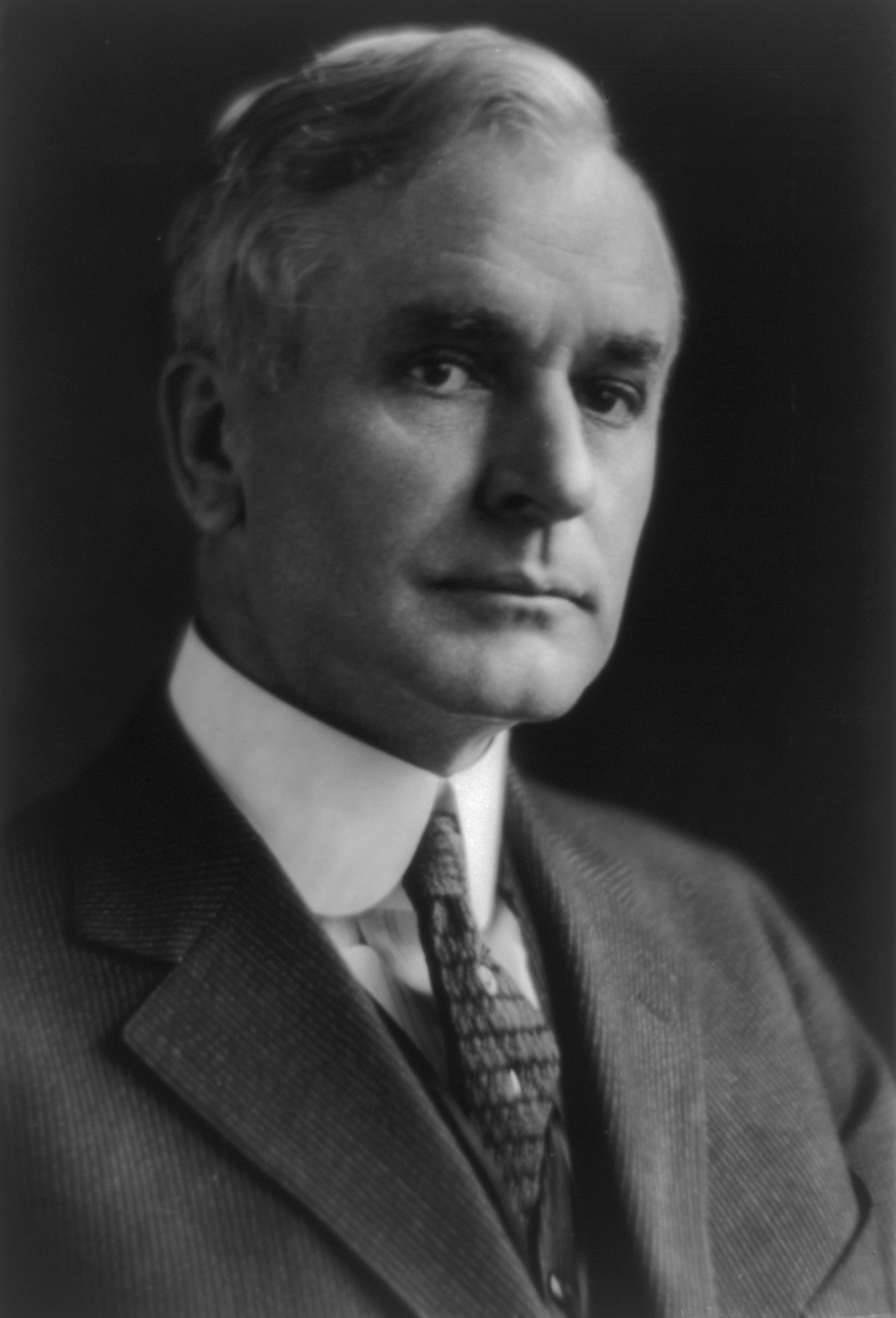
Cordell Hull (1871–1955)

- Hull, David Wayne, US-amerikanischer Anführer
- Hull, Dennis (* 1944), kanadischer Eishockeyspieler
- Hull, Edith Maud (1880–1947), britische Schriftstellerin
- Hull, Edna Mayne (1905–1975), kanadische Schriftstellerin
- Hull, Edward (1829–1917), irischer Geologe
- Hull, Eleanor (1860–1935), irische Schriftstellerin, Journalistin und Keltologin
- Hull, Geoffrey (* 1955), australischer Linguist
- Hull, George (1788–1868), US-amerikanischer Politiker
- Hull, Gordon Ferrie (1870–1956), US-amerikanischer Physiker und Hochschullehrer
- Hull, Harry E. (1864–1938), US-amerikanischer Politiker
- Hull, Henry (1890–1977), US-amerikanischer Schauspieler
- Hull, Isabel (* 1949), US-amerikanische Historikerin für Deutsche Geschichte
- Hull, Jane Dee (1935–2020), US-amerikanische Politikerin
- Hull, Jessica (* 1996), australische LeichtathletinJessica Hull (* 1996)

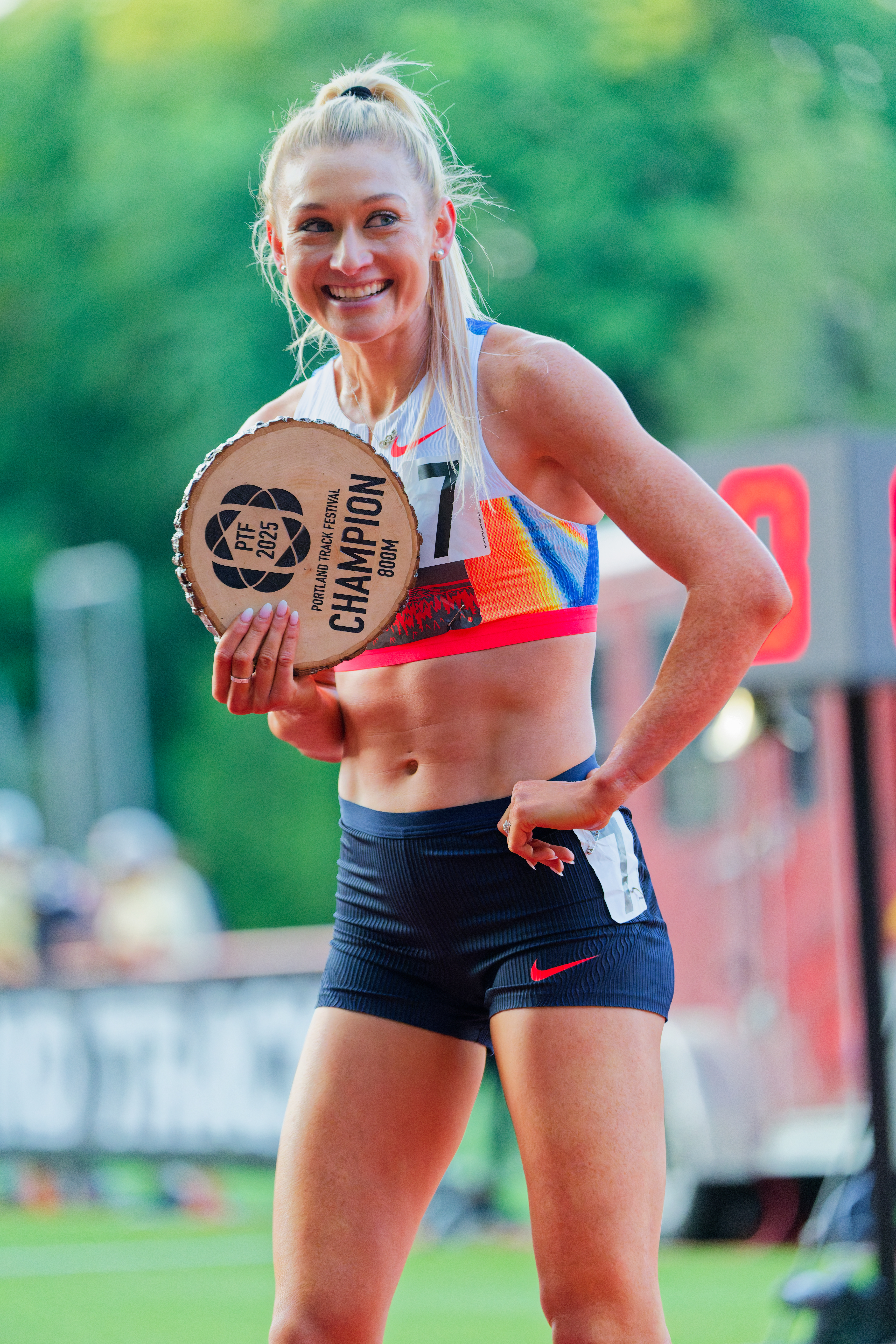
Jessica Hull (* 1996)

- Hull, Jody (* 1969), kanadischer Eishockeyspieler und -trainer
- Hull, John A. (1874–1944), US-amerikanischer Militärrichter
- Hull, John A. T. (1841–1928), US-amerikanischer Politiker
- Hull, John C. (* 1946), Ökonom und Hochschullehrer
- Hull, John E. (1895–1975), US-amerikanischer General
- Hull, Josephine (1877–1957), US-amerikanische Schauspielerin
- Hull, McAllister (1923–2011), US-amerikanischer Physiker
- Hull, Merlin (1870–1953), US-amerikanischer Politiker
- Hull, Michael (* 1959), deutscher Wettkampftänzer, mehrfacher Deutscher Meister und vierfacher Weltmeister
- Hull, Morton D. (1867–1937), US-amerikanischer Politiker
- Hull, Noble A. (1827–1907), US-amerikanischer Politiker
- Hull, Raymond (1919–1985), britisch-kanadischer Schriftsteller
- Hull, Richard (1907–1989), britischer Generalfeldmarschall
- Hull, Robin (* 1974), finnischer Snookerspieler
- Hull, Rod (1935–1999), britischer Komiker und Puppenspieler
- Hull, Ross (* 1975), kanadischer Schauspieler und Wetteransager
- Hull, Scott, amerikanischer Gitarrist, Musikproduzent und Toningenieur
- Hull, Sierra (* 1991), US-amerikanische BluegrassmusikerinSierra Hull (* 1991)

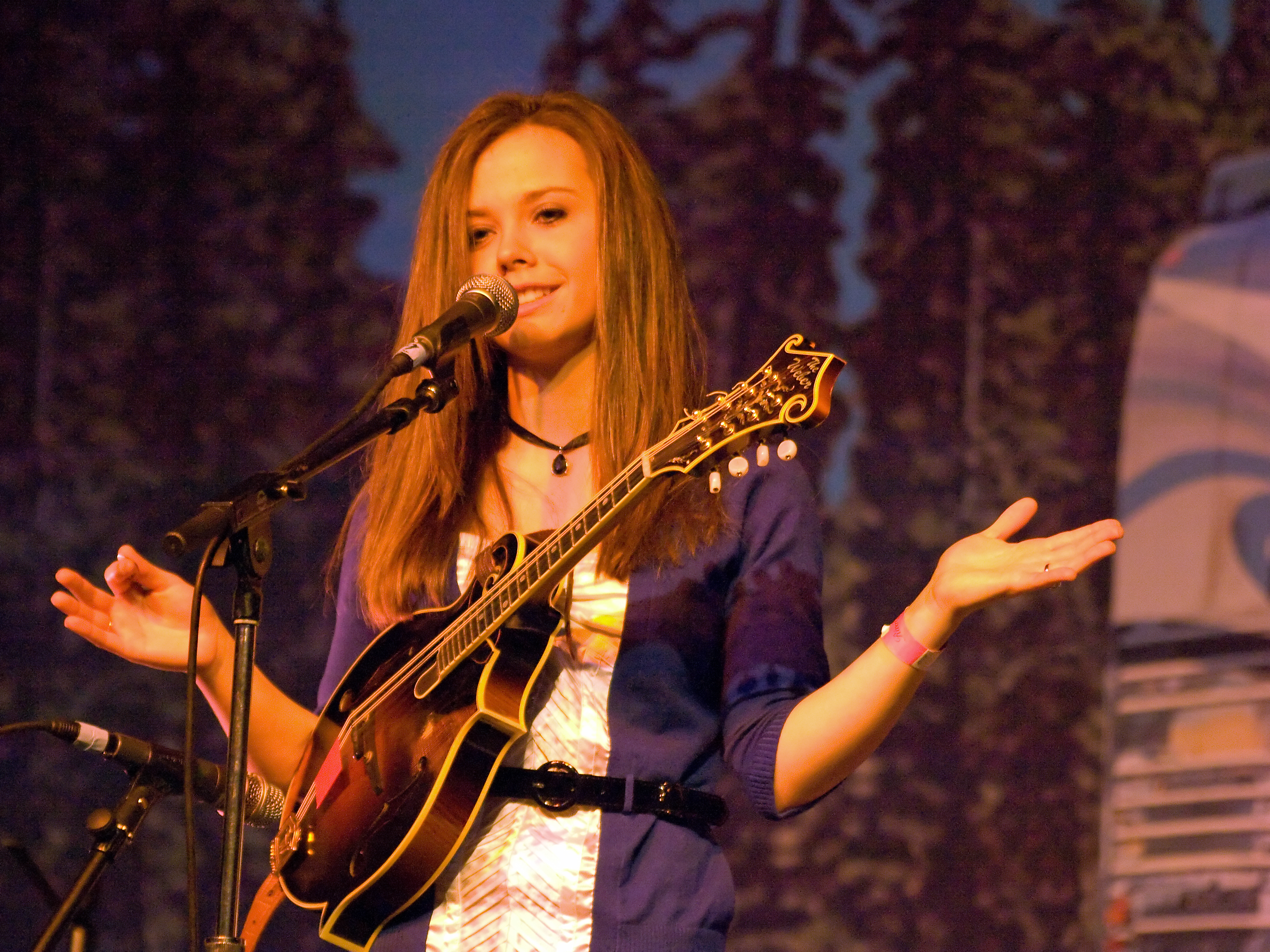
Sierra Hull (* 1991)

- Hull, T. Clark (1921–1996), US-amerikanischer Jurist und Politiker
- Hull, William (1753–1825), amerikanischer Politiker und Offizier
- Hull, William E. (1866–1942), US-amerikanischer Politiker
- Hull, William Raleigh (1906–1977), US-amerikanischer Politiker
- Hulla, Sängersklavin und Konkubine
- Hulldén, Jarl (1885–1913), finnischer Segler
- Hulle, Anselm van (* 1601), flämischer Maler
- Hülle, Hedwig (1794–1861), deutsche Dichterin und Schriftstellerin
- Hülle, Werner (1903–1992), deutscher Richter
- Hülle, Werner (1903–1974), deutscher Vor- und Frühgeschichtsforscher
- Hulleman, Jan Gerrit (1815–1862), niederländischer Literaturwissenschaftler
- Hüllen, Herbert van (1910–1977), deutscher Ingenieur, Unternehmer, Industrieller und Kommunalpolitiker (CDU)
- Hüllen, Rudolf van (* 1957), deutscher Politikwissenschaftler
- Hüllen, Tina (* 1980), deutsche Fußballspielerin
- Hüllen, Werner (1927–2008), deutscher Sprachwissenschaftler (Angewandte Linguistik) und Fremdsprachendidaktiker
- Hüllenhagen, Stephanie (1893–1967), deutsche Näherin und Gerechte unter den Völkern
- Hüllenkremer, Marie (1943–2004), deutsche Journalistin und Politikerin
- Hüller, Alfred (1939–2018), deutscher Physiker und Hochschullehrer
- Huller, Dániel (* 2001), ungarischer Hürdenläufer
- Hüller, Edwin (1919–2009), deutscher Bildhauer
- Hüller, Emanuel (1843–1916), tschechischer Blasinstrumenten-Hersteller
- Hüller, Franz (1885–1967), deutscher Germanist
- Hüller, Gisela (* 1935), deutsche Politikerin (FDP), MdBB
- Huller, Hugo von (1859–1931), bayerischer Generalleutnant
- Hüller, Karl (1882–1965), deutscher Fabrikant
- Hüller, Sandra (* 1978), deutsche SchauspielerinSandra Hüller (* 1978)

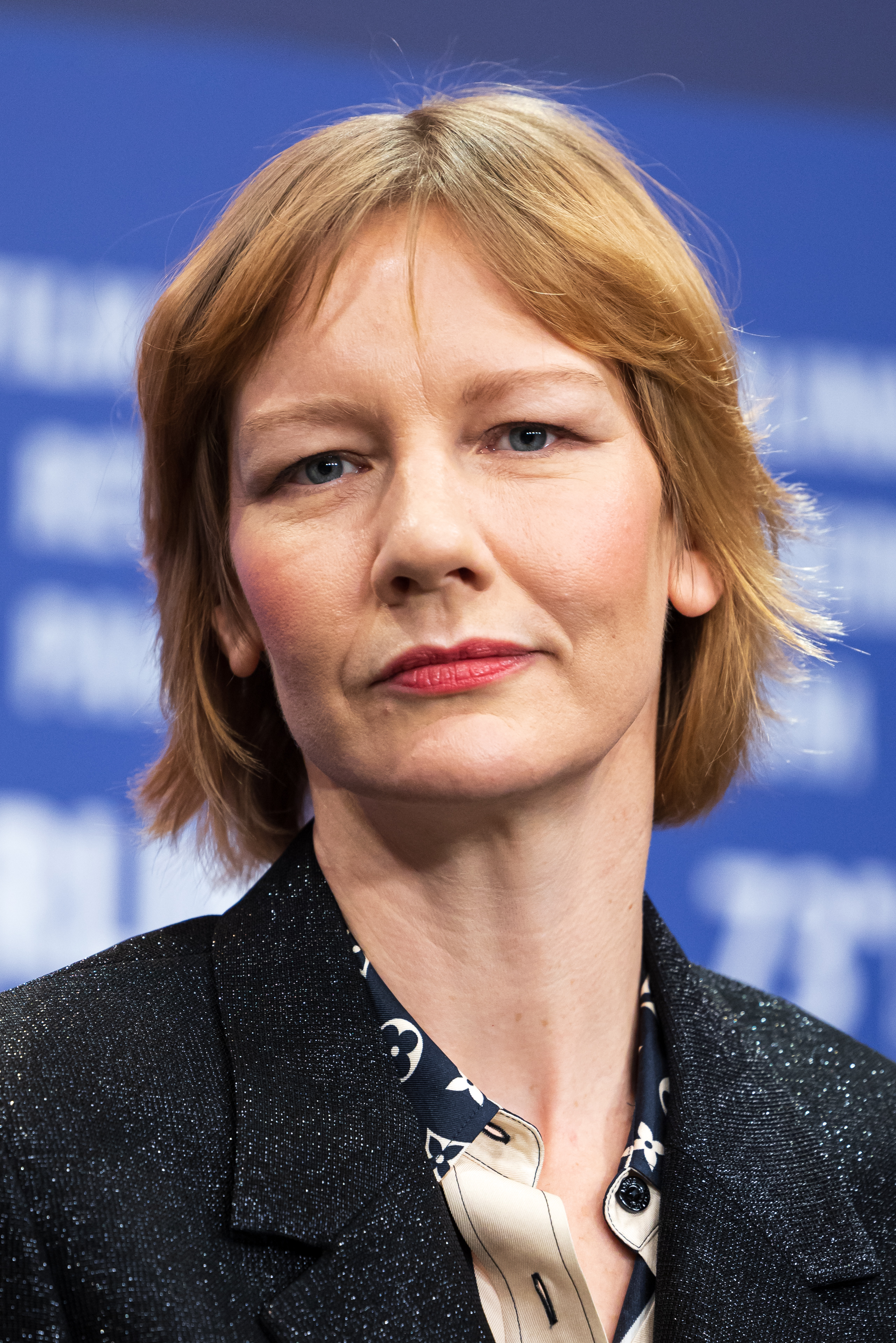
Sandra Hüller (* 1978)

- Hullermann, Peter (* 1947), wegen sexuellen Missbrauchs von Kindern verurteilter katholischer Geistlicher
- Hüllermeier, Eyke (* 1969), deutscher Informatiker, Hochschullehrer
- Hüllessem-Meerscheidt, Otto Karl von (1831–1902), deutscher Rittergutsbesitzer und Politiker, MdR
- Hulley, Alexandra (* 1997), australische Hammerwerferin
- Hulley, P. Alexander (* 1941), südafrikanischer Ichthyologe
- Hulliger, Dieter (* 1946), Schweizer Orientierungsläufer
- Hulliger, Paul (1887–1969), Schweizer Lehrer, Schreiblehrer und Zeichenlehrer, Schriftentwerfer und Grafiker
- Hullin, Pierre Augustin (1758–1841), französischer General
- Hüllinghoff, Theodor (* 1910), deutscher Ruderer
- Hullmandel, Charles Joseph (1789–1850), englischer Lithograph
- Hüllmandel, Nicolas-Joseph (1756–1823), französischer Komponist und Pianist
- Hullmann, August (1826–1887), deutscher Reichsgerichtsrat und Politiker (NLP), MdR
- Hüllmann, Gottlieb Wilhelm (* 1765), deutscher Zeichner und Kupferstecher
- Hüllmann, Hermann (1861–1937), deutscher Schiffbauingenieur
- Hüllmann, Karl Dietrich (1765–1846), deutscher Historiker und Hochschullehrer
- Hüllmantel, Wilhelm (1878–1961), deutscher Unternehmer
- Hulls, Georgia (* 1999), neuseeländische Sprinterin
- Hulls, Jonathan (1699–1758), britischer Ingenieur und Erfinder eines Schleppschiffs
- Hüllweck, Karl (1905–1994), deutscher evangelischer Pfarrer und Schriftsteller

### Hulm
- Hülm, Norbert (* 1956), deutscher Schauspieler, Theaterregisseur und Hörfunkmoderator
- Hulmann, Véronique (* 1966), Schweizer Diplomatin
- Hülmbauer, Michael (* 1945), österreichischer Politiker (ÖVP), Landtagsabgeordneter
- Hulme, Alan (1907–1989), australischer Politiker
- Hulme, Denis (1936–1992), neuseeländischer AutorennfahrerDenis Hulme (1936–1992)

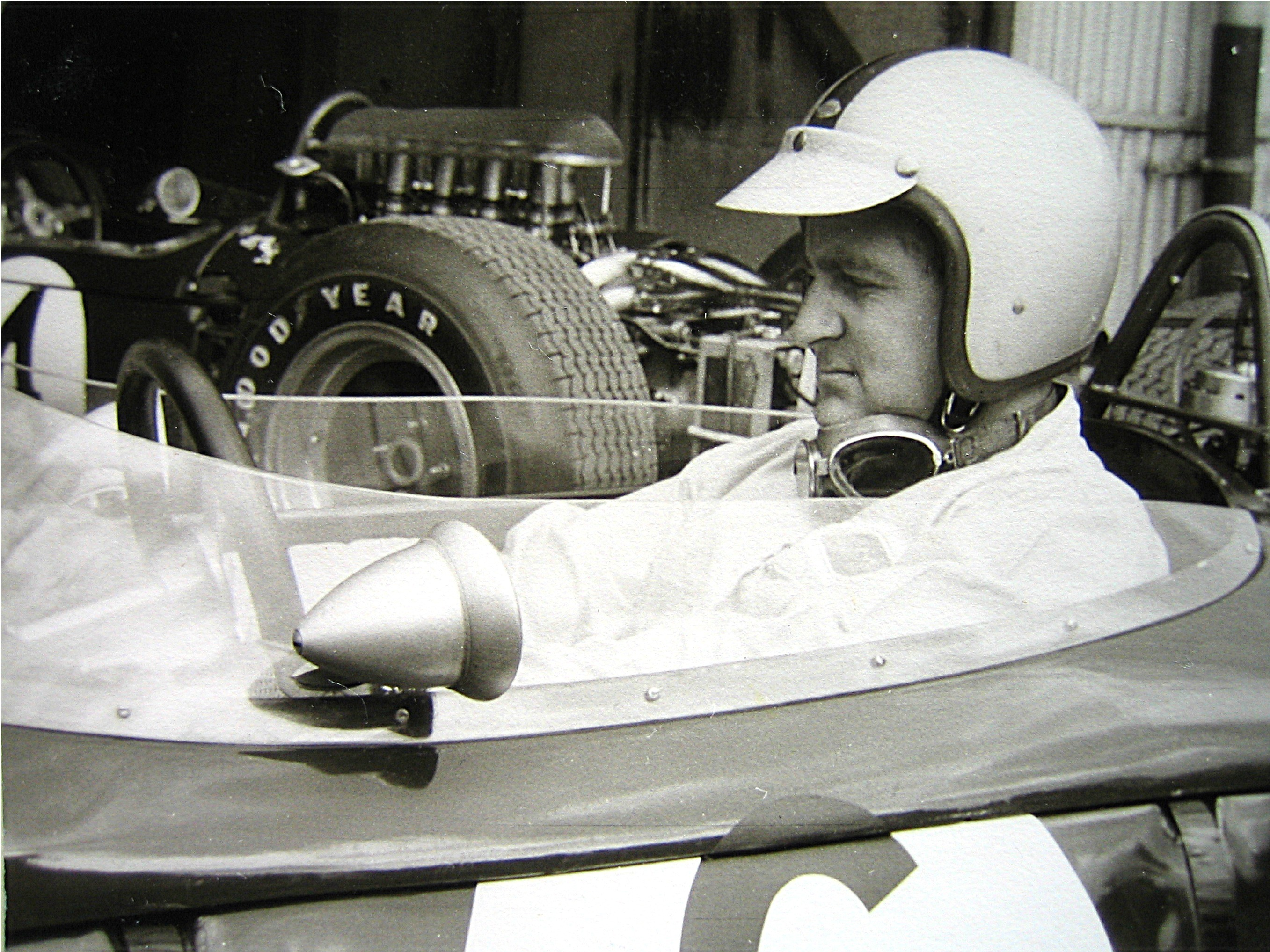
Denis Hulme (1936–1992)

- Hulme, Frederick Edward (1841–1909), britischer Autor, Lehrer und Botaniker
- Hulme, Henry (1908–1991), britischer Physiker
- Hulme, Joe (1904–1991), englischer Fußballspieler, Cricketspieler und Journalist
- Hulme, Kathryn (1900–1981), US-amerikanische Schriftstellerin
- Hulme, Keri (1947–2021), neuseeländische Schriftstellerin
- Hulme, Matt (* 1999), australischer Tennisspieler
- Hulme, Mike (* 1960), britischer Klimaforscher
- Hulme, Sophie, britische Mode- und Accessoire-Designerin

### Hulo
- Hulo, Lara, deutsche Singer-SongwriterinLara Hulo

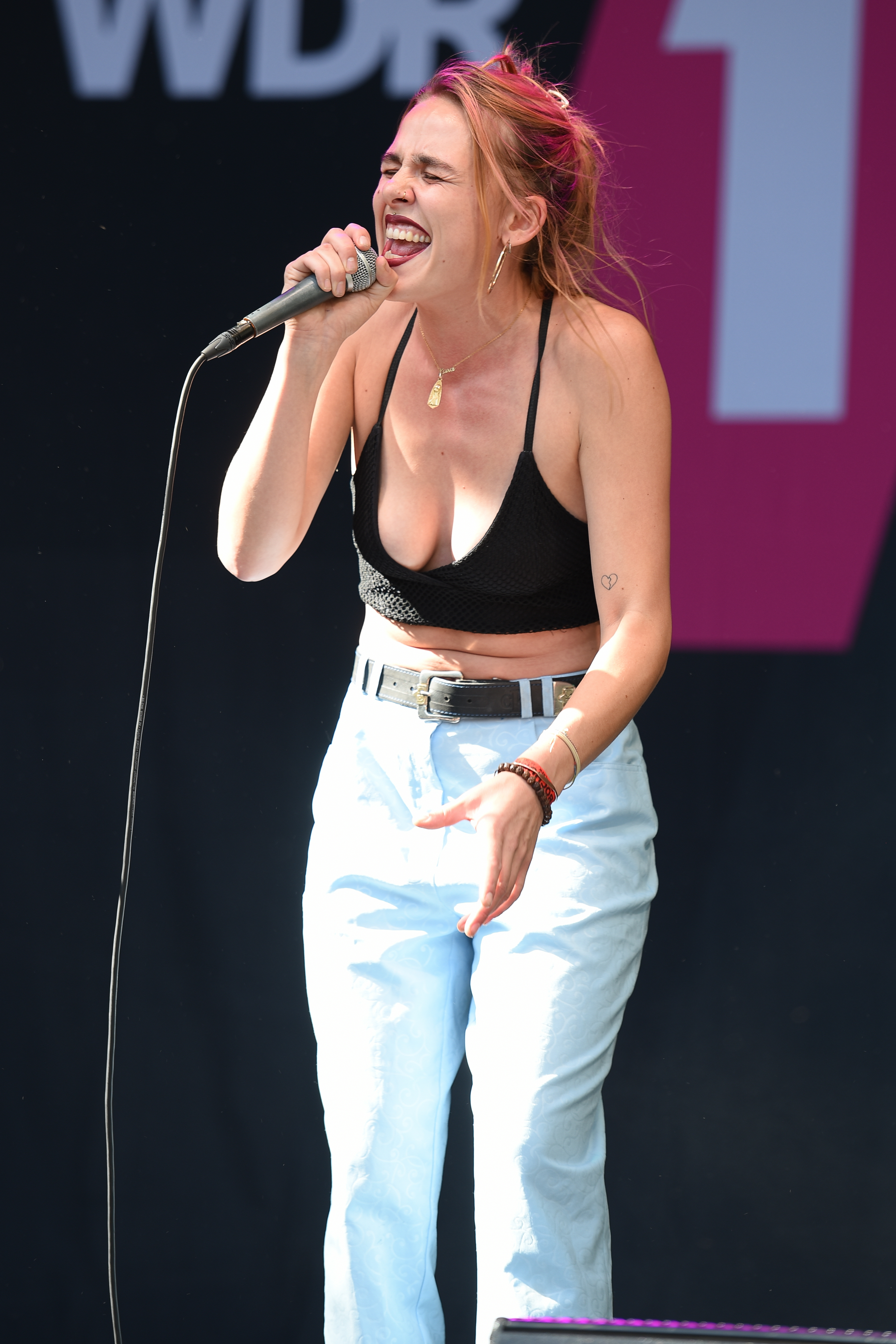
Lara Hulo

- Hulot, Étienne (1774–1850), französischer General der Infanterie
- Hulot, Guillaume, französischer Bildhauer
- Hulot, Nicolas (* 1955), französischer Fernsehmoderator, Umweltschützer, Filmemacher und Politiker
- Hůlová, Petra (* 1979), tschechische Prosaistin

### Hulp
- Hulpe, Marius (* 1982), deutscher Autor
- Hülper, Ilse (* 1915), deutsche Schauspielerin, Opern- und Operettensängerin (Sopran)
- Hülphers, Arne (1904–1978), schwedischer Jazzmusiker, Pianist und Kapellmeister

### Huls
- Huls, Dietrich, Titularbischof von Sebaste in Cilicia, Weihbischof in Bremen und Schwerin
- Hüls, Jörg (1944–2022), deutscher Sportjournalist
- Huls, Maria C. P. (* 1950), niederländische Bildhauerin
- Hüls, Otti (* 1942), deutsche Politikerin (CDU), MdL
- Hüls, Peter (1850–1918), deutscher römisch-katholischer Priester und Theologe
- Hüls, René (* 1973), deutscher Künstler und Musiker
- Hüls, Wilhelm (1598–1659), deutscher reformierter Theologe
- Hülsbeck, Chris (* 1968), deutscher Spieleentwickler und MusikerChris Hülsbeck (* 1968)

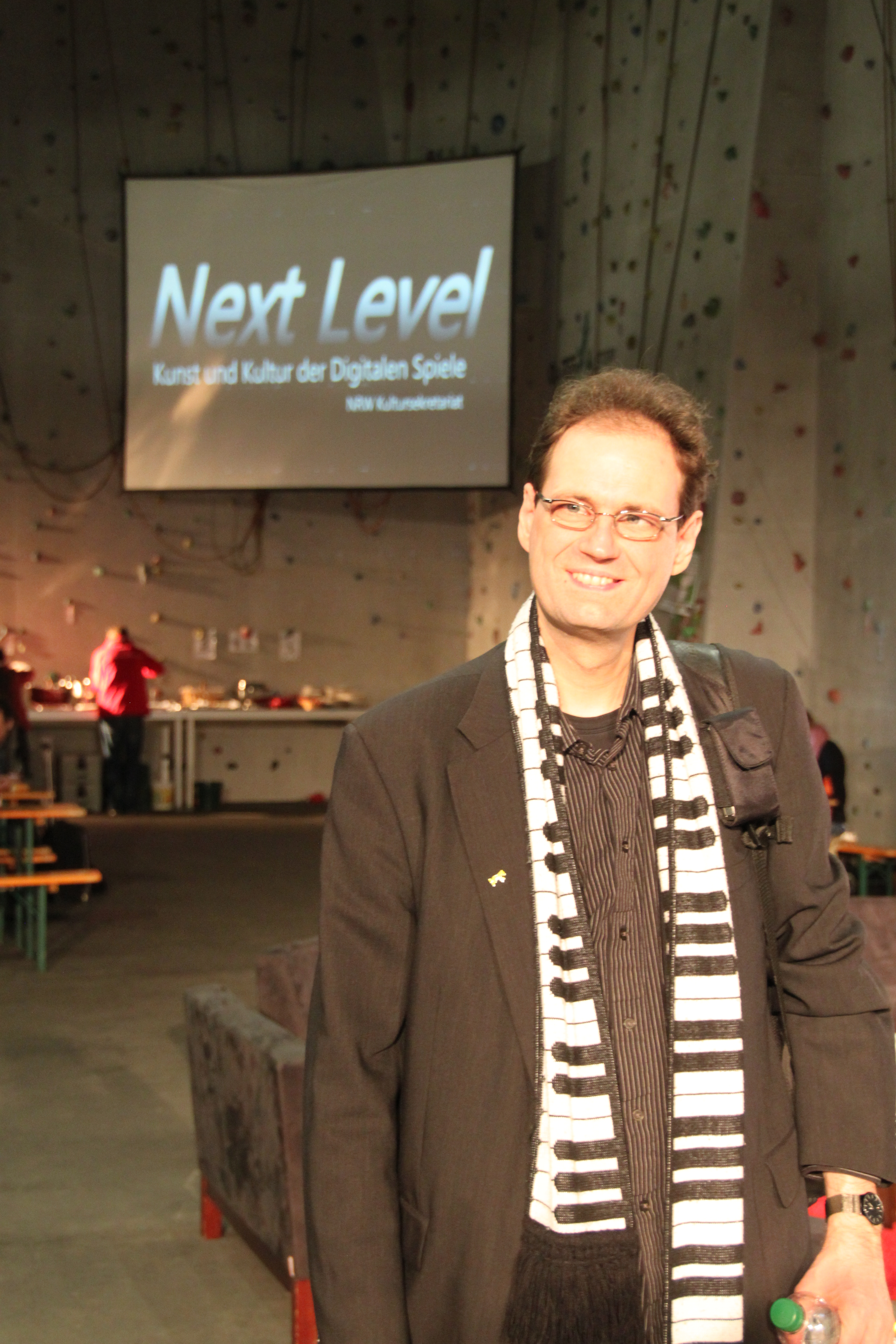
Chris Hülsbeck (* 1968)

- Hülsbergen, Gisela (* 1944), deutsche Politikerin (SPD), MdBB
- Hulsdonck, Jacob van (1582–1647), flämischer Stilllebenmaler
- Hülse, Anton (1637–1712), deutscher Architekt, Baumeister des Barock
- Hulse, Cale (* 1973), kanadischer Eishockeyspieler
- Hulse, Robert (* 1946), belizischer Sportschütze
- Hulse, Russell (* 1950), US-amerikanischer Physiker und Träger des Nobelpreises für Physik
- Hülse, Walter (* 1887), deutscher Internist, 1945/46 eingesetzter Vizepräsident der Provinz Sachsen
- Hulsebosch, Albert (1897–1982), US-amerikanischer Hindernisläufer
- Hulselmans, Jan L. J. (* 1937), belgischer Zoologe
- Hülsemann, Bernhard (1827–1907), preußischer Generalmajor
- Hülsemann, Diether (1937–2024), deutscher Konteradmiral der Bundesmarine
- Hülsemann, Johann (1602–1661), deutscher lutherischer Theologe
- Hülsemann, Julius (1824–1888), deutscher Jurist und Politiker im Fürstentum Schwarzburg-Sondershausen
- Hülsemann, Wilhelm (1781–1865), deutscher evangelischer Geistlicher und Kirchenlieddichter
- Hülsemann, Wilhelm (1812–1862), deutscher Jurist und Politiker
- Hülsemann, Wilhelm (1853–1932), deutscher Politiker
- Hülsemann, Wolfram (* 1943), deutscher evangelischer Theologe
- Hülsen, August Ludwig (1765–1809), deutscher Philosoph der Frühromantik
- Hülsen, August von (1779–1858), preußischer Generalmajor, Mitglied des Preußischen Herrenhauses
- Hülsen, Bernhard Friedrich von (1700–1763), preußischer Oberst und Chef des Königsberger Land-Regiments
- Hülsen, Bernhard von (1865–1950), deutscher Generalleutnant sowie Führer des Freikorps Hülsen
- Hülsen, Botho von (1815–1886), deutscher Intendant
- Hülsen, Carl Wilhelm von (1734–1810), preußischer Capitain und Landrat
- Hülsen, Christian (1858–1935), deutscher Klassischer Archäologe und Epigraphiker
- Hülsen, Ernst von (1875–1950), deutscher Verwaltungsbeamter
- Hülsen, Hans von (1776–1849), preußischer Generalmajor
- Hülsen, Hans von (1890–1968), deutscher Redakteur und Autor
- Hülsen, Helene von (1829–1892), deutsche Schriftstellerin und Salonnière
- Hülsen, Isabell (* 1973), deutsche Journalistin
- Hülsen, Johann Dietrich von (1693–1767), preußischer Generalleutnant
- Hülsen, Johann Salomon von (1650–1713), königlich preußischer Generalmajor sowie Erbherr auf Popehnen und Legitten
- Hülsen, Karl Friedrich (1794–1858), königlich preußischer Generalmajor und zuletzt Kommandeur des 40. Infanterie-Regiments
- Hülsen, Karl von (1824–1888), deutscher Verwaltungsbeamter, Versicherungsjurist
- Hülsen, Kasimir von (1778–1858), preußischer Generalmajor
- Hülsen, Madita van (* 1981), deutsche Fernseh- und RadiomoderatorinMadita van Hülsen (* 1981)

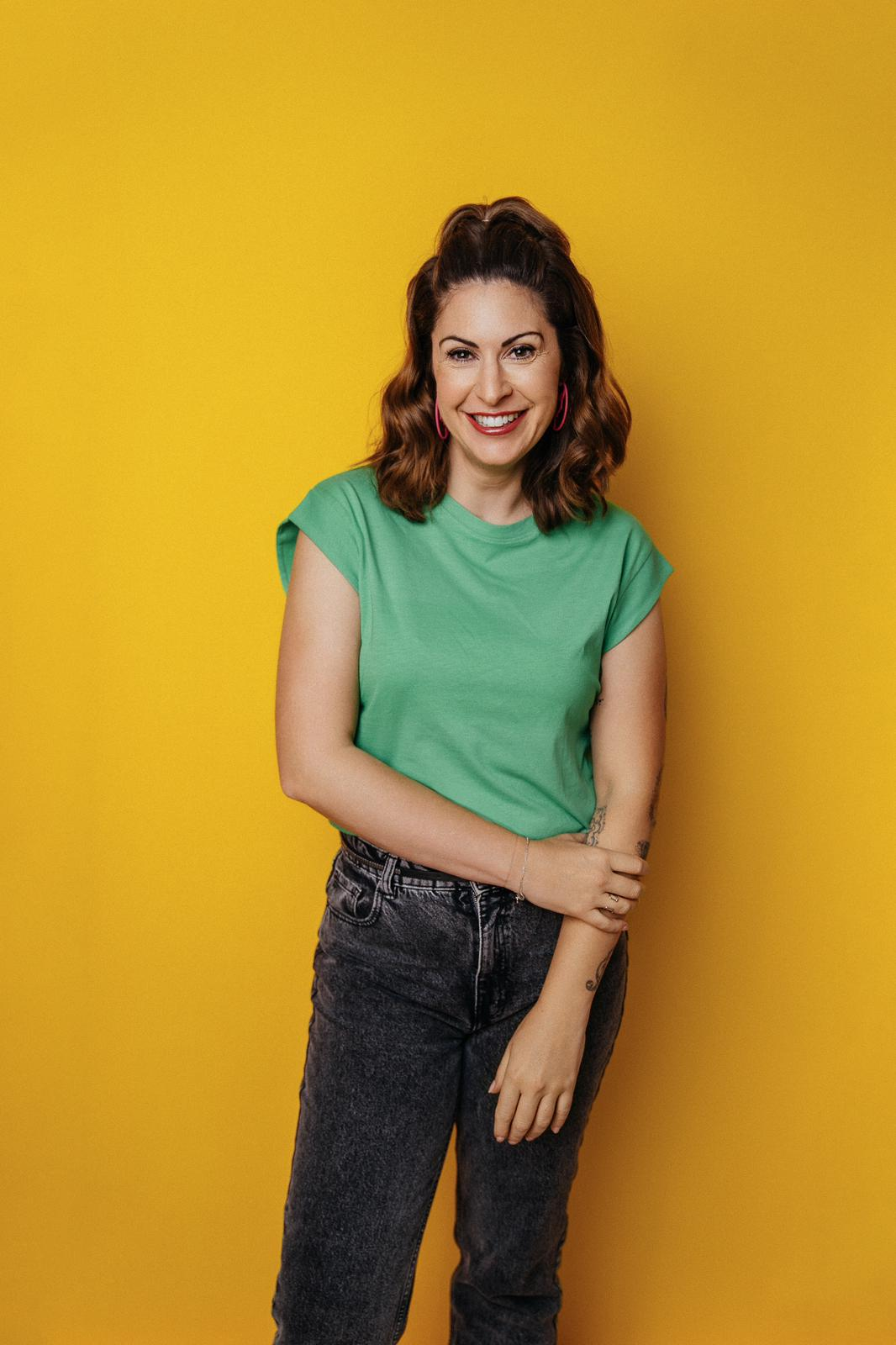
Madita van Hülsen (* 1981)

- Hülsen, Walter von (1863–1947), deutscher General der Infanterie der Reichswehr
- Hülsen-Esch, Andrea von (* 1961), deutsche Kunsthistorikerin und Hochschullehrerin
- Hülsen-Haeseler, Dietrich von (1852–1908), preußischer General der Infanterie
- Hülsen-Haeseler, Georg von (1858–1922), preußischer Hofbeamter und Theaterintendant
- Hülsenbeck, Klaus (* 1958), deutscher Politiker (CDU) und Fußballschiedsrichter, Bürgermeister von Marsberg
- Hülsenbeck, Sarina (* 1962), deutsche Schwimmerin
- Hülsenberg, Christoph (1941–2012), deutscher Gebrauchsgrafiker
- Hülsenberg, Dagmar (* 1940), deutsche Werkstoffwissenschaftlerin, Hochschullehrerin
- Hülsenberg, Gustav (1812–1865), deutscher Weinhändler und Politiker, MdHB
- Hülser, Ferdi (1907–1995), deutscher Kaufmann, antifaschistischer Widerstandskämpfer und Friedensaktivist
- Hülser, Gustav (1887–1971), deutscher Politiker (DNVP, CNVP, CDU), MdR, MdL
- Hülser, Hermann (1888–1973), deutscher Politiker (CDU), MdL und Oberbürgermeister von Viersen
- Hülser, Joseph († 1850), deutscher Landschaftsmaler
- Hülser, Karlheinz, deutscher Philosoph und Philosophiehistoriker
- Hulsey, Leroy (* 1941), US-amerikanischer Bauingenieur und Hochschullehrer an der University of Alaska Fairbanks
- Hulshof, Kenny (* 1958), US-amerikanischer Politiker
- Hulshoff Pol, Carolin (* 1978), deutsche Journalistin und Medien-Managerin
- Hulshoff, Allard (1734–1795), niederländischer reformierter Theologe
- Hulshoff, Barry (1946–2020), niederländischer Fußballspieler und -trainerBarry Hulshoff (1946–2020)

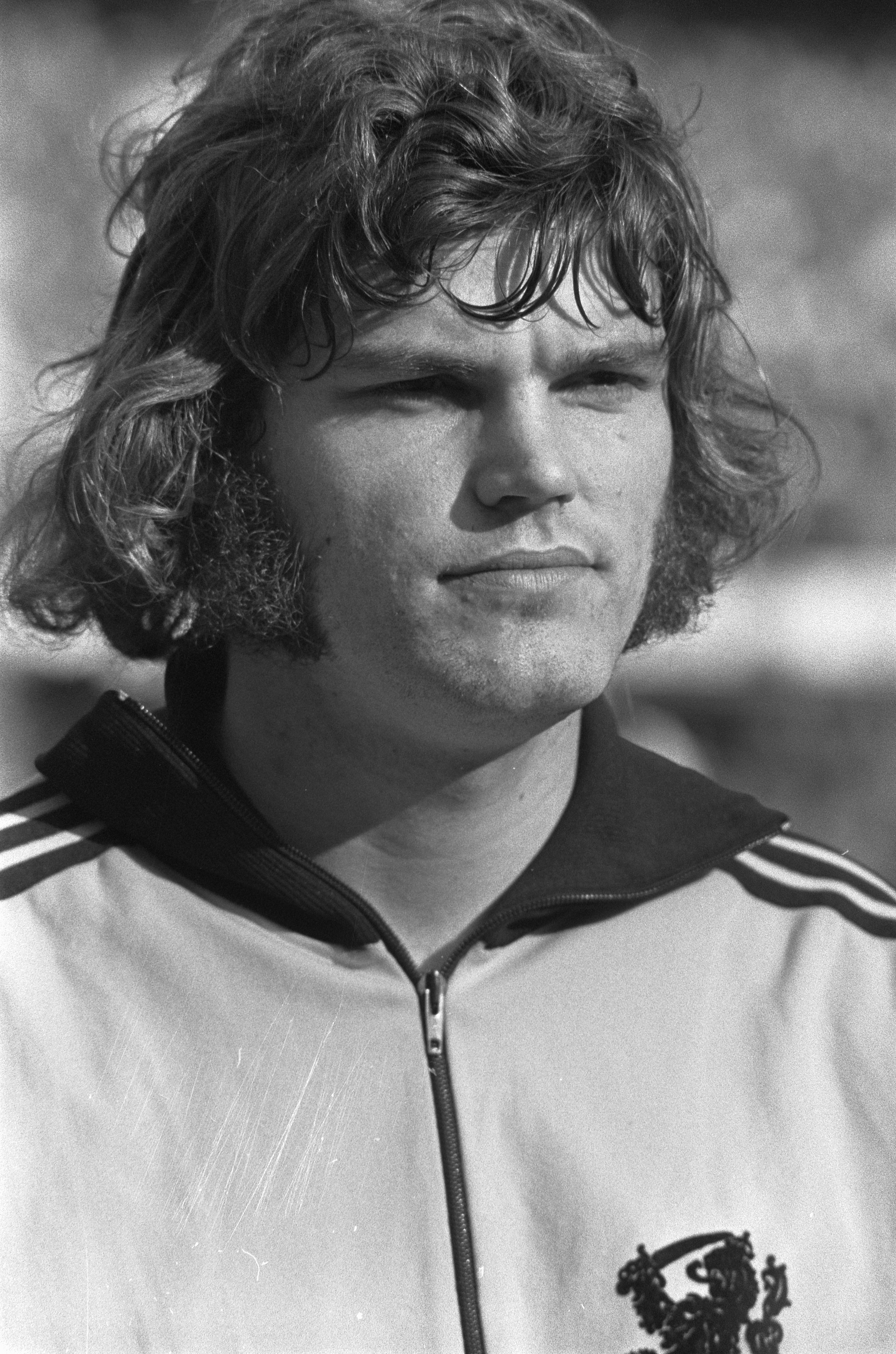
Barry Hulshoff (1946–2020)

- Hülshoff, Franz (1930–2012), deutscher Politiker (CDU) und Bürgermeister der Stadt Brilon
- Hulsius, Antonius (1615–1685), deutscher Philologe und reformierter Theologe
- Hulsius, Heinrich (1654–1723), deutscher reformierter Theologe und Hochschullehrer
- Hulsius, Levinus († 1606), Notar, Autor und Verleger
- Hülskamp, Franz (1833–1911), deutscher katholischer Geistlicher und Schriftsteller
- Hülsken-Giesler, Manfred (* 1966), deutscher Pflegewissenschaftler
- Hulsker, Bernt (* 1977), norwegischer Fußballspieler
- Hulsker, Jan (1907–2002), niederländischer Kunsthistoriker
- Hulsman, Louk (1923–2009), niederländischer Rechtswissenschaftler und Kriminologe
- Hülsmann, August (1948–2021), deutscher Ordenspriester und Provinzial der Dehonianer
- Hülsmann, Eduard (1801–1856), deutscher evangelischer Theologe, Pädagoge und Politiker
- Hülsmann, Fritz (1894–1949), deutscher Maler und Zeichner der Düsseldorfer Schule
- Hülsmann, Gisberth (* 1935), deutscher Architekt und Hochschullehrer
- Hülsmann, Harald K. (1934–2015), deutscher Dichter und Schriftsteller
- Hülsmann, Heinz (1916–1992), deutscher Philosoph
- Hülsmann, Ingo (* 1963), deutscher Theater- und Filmschauspieler sowie Regisseur
- Hülsmann, Jörg Guido (* 1966), deutscher WirtschaftswissenschaftlerJörg Guido Hülsmann (* 1966)

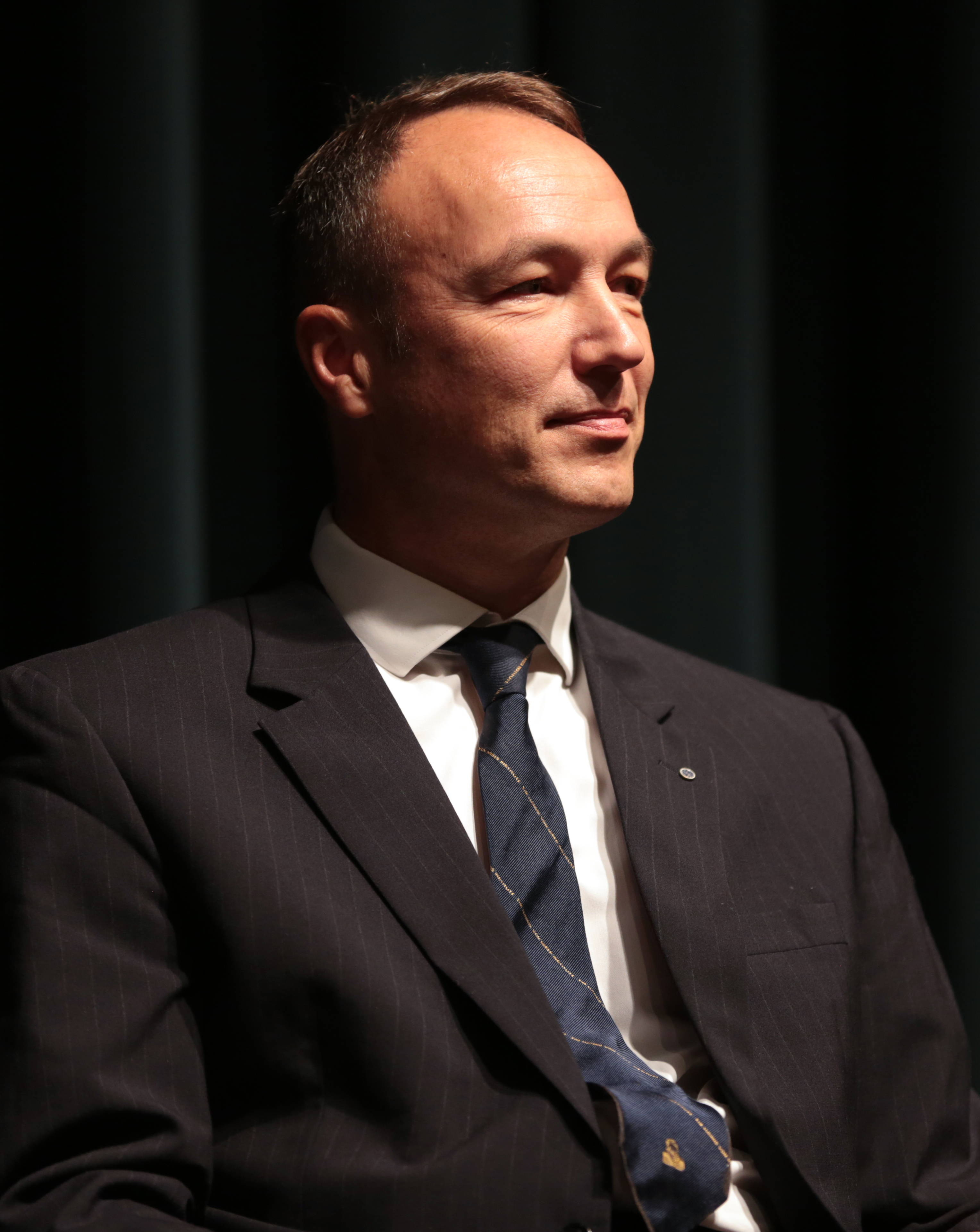
Jörg Guido Hülsmann (* 1966)

- Hülsmann, Julia (* 1968), deutsche Jazzpianistin
- Hülsmann, Petra (* 1976), deutsche Schriftstellerin
- Hülsmann, Tom Ritzy (* 2004), deutscher Fußballspieler
- Hülsmanns, Dieter (1940–1981), deutscher Verleger und Schriftsteller
- Hulsmans, Kevin (* 1978), belgischer RadrennfahrerKevin Hulsmans (* 1978)

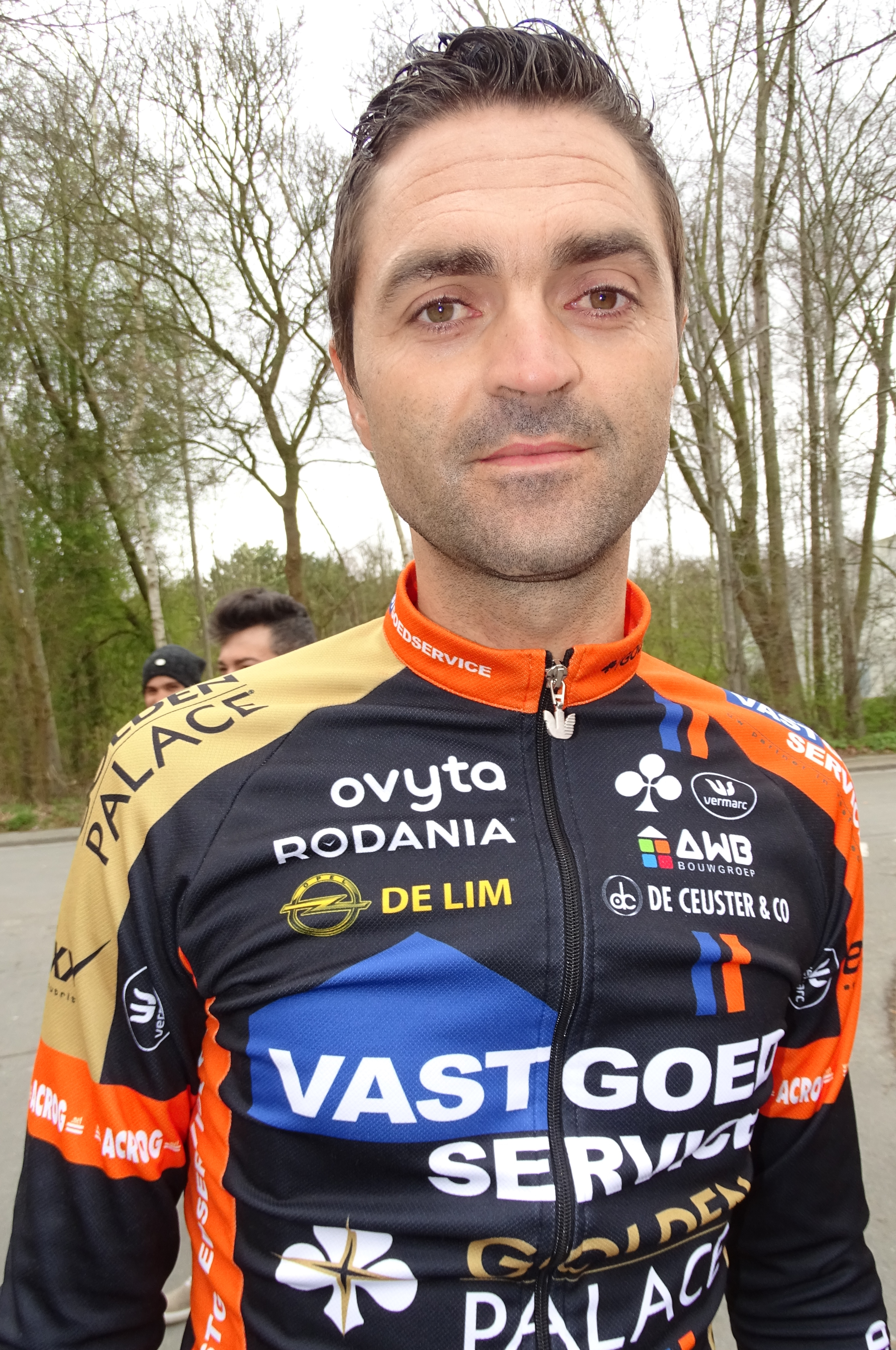
Kevin Hulsmans (* 1978)

- Hülsmeyer, Christian (1881–1957), deutscher Unternehmer und Erfinder des Radars
- Hülß, Horst (1938–2022), deutscher Fußballspieler, -trainer und -funktionär
- Hülsse, Georg (1914–1996), deutscher Maler, Grafiker und Fotograf
- Hülße, Julius Ambrosius (1812–1876), deutscher Mathematiker und Techniker
- Hulst, Amber van der (* 1999), niederländische Radsportlerin
- Hulst, Cock van der (1942–2020), niederländischer Radrennfahrer
- Hulst, Cornelia Aletta van (1797–1870), niederländische Malerin und Zeichnerin
- Hulst, Dominique van (* 1981), niederländische Sängerin
- Hulst, Elly van (* 1959), niederländische Leichtathletin
- Hulst, Hendrik Christoffel van de (1918–2000), niederländischer Astrophysiker
- Hulst, Jan Baptist van der (1790–1862), belgischer Porträt- und Historienmaler und Lithograf
- Hulst, Johan van (1911–2018), niederländischer Pädagoge, Politiker und Widerstandskämpfer
- Hülst, Julius von (1828–1859), deutscher Verwaltungsbeamter und Gutsbesitzer
- Hulst, Marco van der (* 1963), niederländischer Radrennfahrer
- Hülst, Theodor van (1847–1926), deutscher Gutsbesitzer und Politiker (NLP), MdR
- Hulsteijn, Cornelis Johannes van (1811–1887), niederländischer Blumenmaler
- Hulswit, Frederik (1885–1932), niederländischer Wasserballspieler
- Hülswitt, Ignatz (1793–1832), deutscher Reiseschriftsteller
- Hülswitt, Stefan (* 1970), deutscher Fußballspieler
- Hülswitt, Tobias (* 1973), deutscher Autor

### Hult
- Hult, Andreé (* 1987), schwedischer Eishockeyspieler
- Hult, Bertil (* 1941), schwedischer UnternehmerBertil Hult (* 1941)

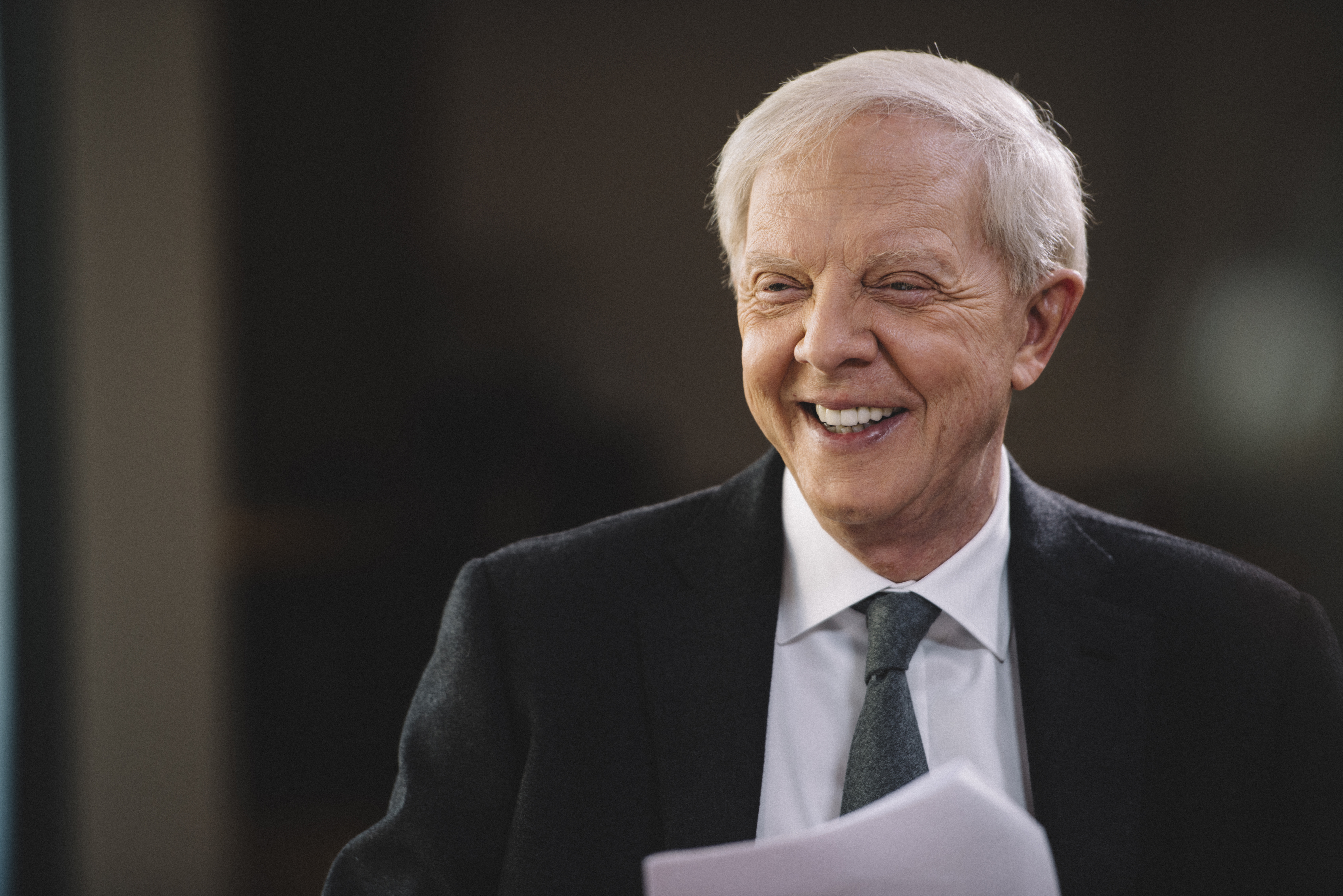
Bertil Hult (* 1941)

- Hult, Christer (* 1946), schwedischer Fußballspieler
- Hult, Karl-Erik (1936–2010), schwedischer Fußballtrainer
- Hult, Leif (* 1946), schwedischer Fußballspieler
- Hult, Niklas (* 1990), schwedischer Fußballspieler
- Hult, Ragnar (1857–1899), finnischer Vegetationskundler und Geograph
- Hult, Rasmus (* 1984), schwedischer Squashspieler
- Hultberg, Cortland (1931–2002), amerikanisch-kanadischer Musikpädagoge, Chorleiter und Komponist
- Hultberg, Inger-Lena (* 1942), erste wehrdienstleistende Frau in Schweden
- Hultberg, Otto, schwedischer Nordischer Kombinierer
- Hultberg, Otto (1877–1954), schwedischer Sportschütze
- Hultberg, Peer (1935–2007), dänischer Autor
- Hultcrantz, Sigvard (1888–1955), schwedischer Sportschütze
- Hultcrantz, Torbjörn (1937–1994), schwedischer Kontrabassist des Modern Jazz
- Hultén, Anders (1757–1831), schwedischer Mathematiker, Physiker und Astronom
- Hultén, Carl-Otto (1916–2015), schwedischer Maler und Grafiker
- Hultén, Eric (1894–1981), schwedischer Botaniker und Phytogeograph
- Hultén, Jens (* 1963), schwedischer Schauspieler
- Hulten, Michel van (* 1930), niederländischer Politiker
- Hultén, Pontus (1924–2006), schwedischer Kunsthistoriker, Universitätsprofessor und KunstsammlerPontus Hultén (1924–2006)

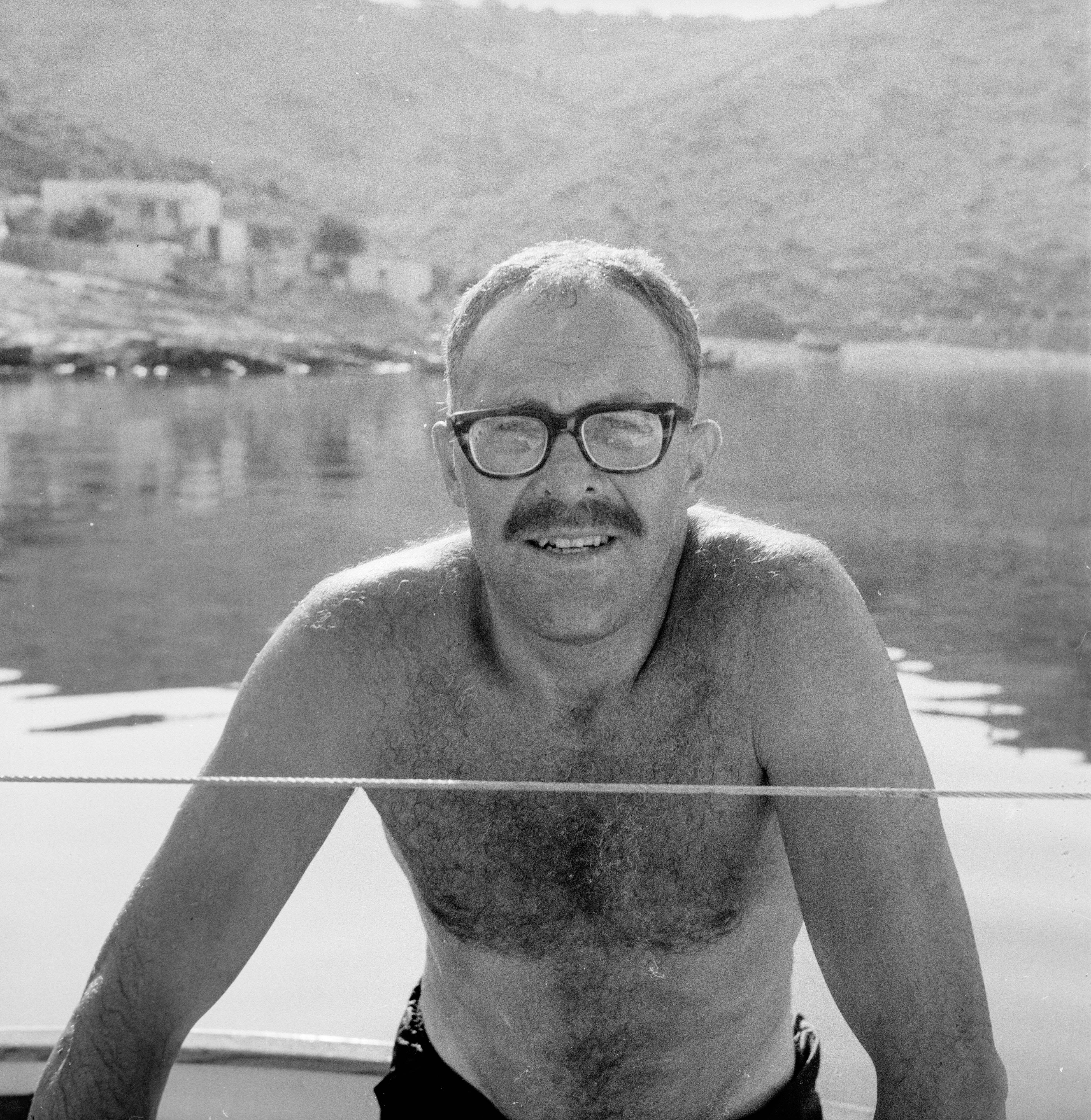
Pontus Hultén (1924–2006)

- Hultén, Sofia (* 1972), schwedische Künstlerin
- Hultén, Vivi-Anne (1911–2003), schwedische Eiskunstläuferin
- Hultenreich, Jürgen K. (* 1948), deutscher Autor
- Hultgård, Anders (* 1936), schwedischer Religionswissenschaftler und Theologe
- Hultgren, Craig (* 1955), US-amerikanischer Cellist und Komponist
- Hultgren, Gunnar (1902–1991), schwedischer evangelisch-lutherischer Theologe und Geistlicher
- Hultgren, Randy (* 1966), US-amerikanischer Politiker
- Hulthén, Erik (1891–1972), schwedischer Physiker
- Hulthén, Lamek (1909–1995), schwedischer theoretischer Physiker
- Hultin, Eleonor (* 1963), schwedische Fußballnationalspielerin
- Hultin, Sven (1889–1952), schwedischer Bauingenieur
- Hultin, Tekla (1864–1943), finnische Journalistin, Politikerin und Frauenrechtlerin
- Hultkrantz, Åke (1920–2006), schwedischer Religionswissenschaftler
- Hültner, Robert (* 1950), deutscher Kriminalschriftsteller
- Hultqvist, Peter (* 1958), schwedischer Politiker der sozialdemokratischen Partei und Verteidigungsminister
- Hultsch, Friedrich (1833–1906), deutscher Klassischer Philologe und Mathematikhistoriker
- Hultsch, Gerhard (1911–1992), deutscher Pfarrer, Gymnasiallehrer und Kirchenhistoriker
- Hultsch, Henrike (* 1951), deutsche Zoologin
- Hultsch, Richard (1869–1946), deutscher Architekt
- Hultsch, Steffen (* 1944), deutscher Politiker (Die Linke), MdB
- Hültz, Johannes († 1449), deutscher Baumeister der Gotik
- Hultzsch, Edith (1908–2006), deutsche Malerin
- Hultzsch, Eugen (1857–1927), deutscher Indologe
- Hultzsch, Hagen (* 1940), deutscher Manager, Mitglied des Vorstands der Deutschen Telekom AG (1991–2001)
- Hultzsch, Hermann (1837–1905), deutscher Bildhauer und Hochschullehrer
- Hultzsch, Theodor (1831–1904), deutscher Handelskammerpräsident und Politiker, MdR, Abgeordneter des Sächsischen Landtags

### Hulu
- Hulusi Salih Pascha (1864–1939), osmanischer Staatsmann, Großwesir und Diplomat
- Hulusi, Ahmed (* 1945), türkischer Journalist und Autor

### Hulv
- Hulverscheidt, Claus (* 1968), deutscher Wirtschaftsjournalist
- Hulverscheidt, Hans (1908–1988), deutscher Kirchenmusiker, Organologe und Hochschullehrer
- Hulverscheidt, Walter (1899–1989), deutscher Forstmann und Autor

### Huly
- Hulyj-Hulenko, Andrij (* 1886), ukrainischer Offizier und Partisanenführer